# Liste der Monuments historiques in Bossendorf
Die Liste der Monuments historiques in Bossendorf führt die Monuments historiques in der französischen Gemeinde Bossendorf auf.

## Liste der Objekte
| Bezeichnung                | Beschreibung                                                                                          | Standort                        | Kennzeichnung | Schutzstatus | Datum     | Bild |
| -------------------------- | --- | ------------------------------- | ------------- | ------------ | --------- | ---- |
| Orgel                      | Ensemble aus PM67000031 und PM67000030                                                                | in der Kirche St-Laurent (Lage) | PM67000997    | Classé       | 1977 1974 |      |
| Instrumentalteil der Orgel | 1761 von François Louis Dubois für die Kirche in Hilsenheim gebaut, 1856 nach Bossendorf transloziert | in der Kirche St-Laurent (Lage) | PM67000030    | Classé       | 1974      |      |
| Orgelprospekt              | 1761 von François Louis Dubois für die Kirche in Hilsenheim gebaut, 1856 nach Bossendorf transloziert | in der Kirche St-Laurent (Lage) | PM67000031    | Classé       | 1977      |      |